# Les Sensuels
Pour plus de détails, voir Fiche technique et Distribution.
Les Sensuels (No Down Payment) est un film américain réalisé par Martin Ritt, sorti en 1957. C'est l'adaptation du roman du même nom de John McPartland.

## Fiche technique
- Titre : Les Sensuels
- Titre original : No Down Payment
- Réalisation : Martin Ritt
- Scénario : Philip Yordan, d'après le roman de John McPartland
- Pays de production :  États-Unis
- Format : noir et blanc - 2.35:1 - Stéréo - 35 mm
- Genre : film dramatique
- Durée : 105 minutes
- Date de sortie : 1957

## Distribution
- Joanne Woodward : Leola Boone
- Sheree North : Isabelle Flagg
- Tony Randall : Jerry Flagg
- Jeffrey Hunter : David Martin
- Cameron Mitchell : Troy Boone
- Patricia Owens : Jean Martin
- Barbara Rush : Betty Kreitzer
- Pat Hingle : Herman Kreitzer
- Robert H. Harris : Markham
- Aki Aleong : Iko
- Jim Hayward : monsieur Burnett